# AEG B.I
L'AEG B.I era un biplano da ricognizione biposto prodotto dall'azienda tedesca Allgemeine Elektrizitäts-Gesellschaft (AEG) negli anni dieci del XX secolo.
Utilizzato dalla Luftstreitkräfte, l'aeronautica militare tedesco imperiale durante la prima guerra mondiale, il B.I venne prodotto in un numero limitato di esemplari ma il suo progetto servì come base per le successive serie Typ C e D prodotte dall'AEG.

## Storia del progetto
Nei primi anni dieci l'ufficio di progettazione della AEG realizzò un disegno di un velivolo biplano del quale venne decisa la realizzazione. Denominato dall'azienda Typ Z 3, era destinato all'uso civile e venne realizzato in 2 esemplari nel 1913. Allo scoppio del conflitto venne valutato da un comitato di Inspektion der Fliegertruppe il quale richiese la produzione di un nuovo modello sviluppato su quella esaminato. Il Typ Z 6, il quale differiva nell'apertura alare (14,50 m invece di 15,50 m) venne considerato idoneo alle richieste e gli venne assegnata la denominazione Idflieg B.I, mentre il precedente acquisì la sigla semplicemente B.

## Tecnica
Il B.I era un monomotore biplano di impostazione classica. La fusoliera, realizzata con struttura in legno ricoperta di tela tranne che nella parte anteriore con struttura metallica, era a sezione rettangolare e presentava due abitacoli aperti in tandem, l'anteriore, dotato successivamente di un parabrezza, per il pilota ed il posteriore per l'osservatore. La configurazione alare era biplana con ala superiore, dotata di alettoni, ed inferiore di ugual misura e collegate tra loro ed alla fusoliera tramite una serie di montanti tubolari rinforzati da tiranti in filo d'acciaio. Il carrello d'atterraggio era semplice, fisso, dotato anteriormente di grandi ruote a raggi ed integrato posteriormente da un pattino d'appoggio. La propulsione era affidata ad un Mercedes D.I, un motore 6 cilindri in linea da 100 CV (73,5 kW), abbinato ad un'elica bipala in legno a passo fisso. Come in tutti i velivoli B della classificazione Idlieg non era prevista l'installazione di alcun armamento.

## Impiego operativo
Il B.I venne utilizzato durante le prime fasi della prima guerra mondiale dai reparti di ricognizione aerea della Luftstreitkräfte.

## Utilizzatori
Germania
- Luftstreitkräfte